# Giovanni Mossi
Giovanni Mossi (Rome, 1680 - aldaar, 1742) was een Italiaans componist van barokmuziek. 

## Leven
Giovanni Mossi stamt uit een muzikale familie. Zijn vader Bartolomeo en zijn grootvader waren goede violisten, en de beide broers van Giovanni waren ook actief in de muziekwereld: Gaetano was zanger in de pauselijke muziekkapel, en Giuseppe was violist, zij het veel minder getalenteerd dan zijn vader en grootvader. 
Giovanni Mossi was actief in Rome omstreeks 1700 en behoort duidelijk tot de 'Romeinse school' samen met onder anderen Giuseppe Valentini. Sinds 1715 was hij in dienst bij diverse aristocratische families (Ottoboni, Altieri en Odescalchi). Hij telde onder meer de componisten Scarlatti, Locatelli en Corelli onder zijn vrienden. 
Tussen 1716 en 1733 was hij als componist het meest actief; veel van zijn werken zijn gedrukt bij de muziekuitgever Estienne Roger in Amsterdam. Na 1733 heeft hij bijna niets meer gecomponeerd. Niet helemaal duidelijk is de relatie die Mossi had met kardinaal Pietro Ottoboni en prinses Vittoria Pallavicini aan wie hij twee vioolconcerten opdroeg. In tegenstelling tot zijn vrienden is Mossi na zijn dood niet bekend en populair gebleven. Zijn werken laten een ervaren en innovatieve componist horen die duidelijk beïnvloed is door Arcangelo Corelli en Giuseppe Valentini.

## Werken
- Op. Op. 1: 12 sonate per violino, violone o clavicembalo (1716)
- Op. Op. 2: 8 concerti a 3 e a 5 (c. 1720)
- Op. Op. 3: 6 concerti a 6 (c. 1720)
- Op. Op. 4: 12 concerti (1727)
- Op. Op. 5: 12 sonate o sinfonie per violino e violoncello (1727)
- Op. Op. 6: 12 sonate da camera per violino, violoncello o clavicembalo (1733)
- Minuetto in la maggiore